# Hythe Pier Railway
|                                                                               |                     |           |           |
| Streckenlänge:                                                                | 0,64 km             |           |           |
| Spurweite:                                                                    | 610 mm (2-Fuß-Spur) |           |           |
|                                                                               |                     |           |           |
| \| \| 0,00 \| Landseite \| Landseite \| \| \| 0,64 \| Pierkopf \| Pierkopf \| |                     |           |           |
| Kopfbahnhof Streckenanfang                                                    | 0,00                | Landseite | Landseite |
| Haltepunkt / Haltestelle Streckenende                                         | 0,64                | Pierkopf  | Pierkopf  |

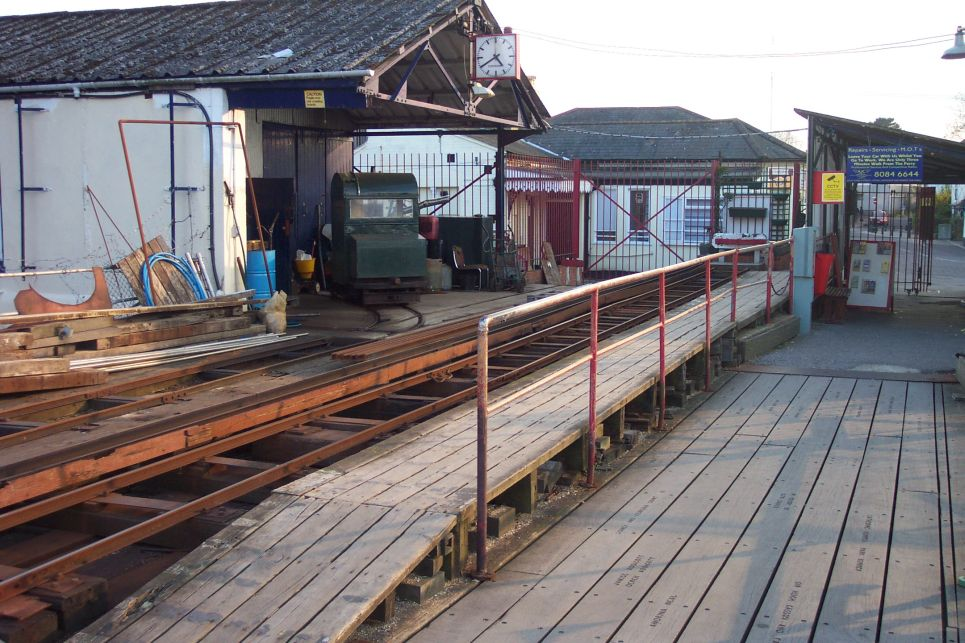
Die Landstation mit Depot und Reservelokomotive

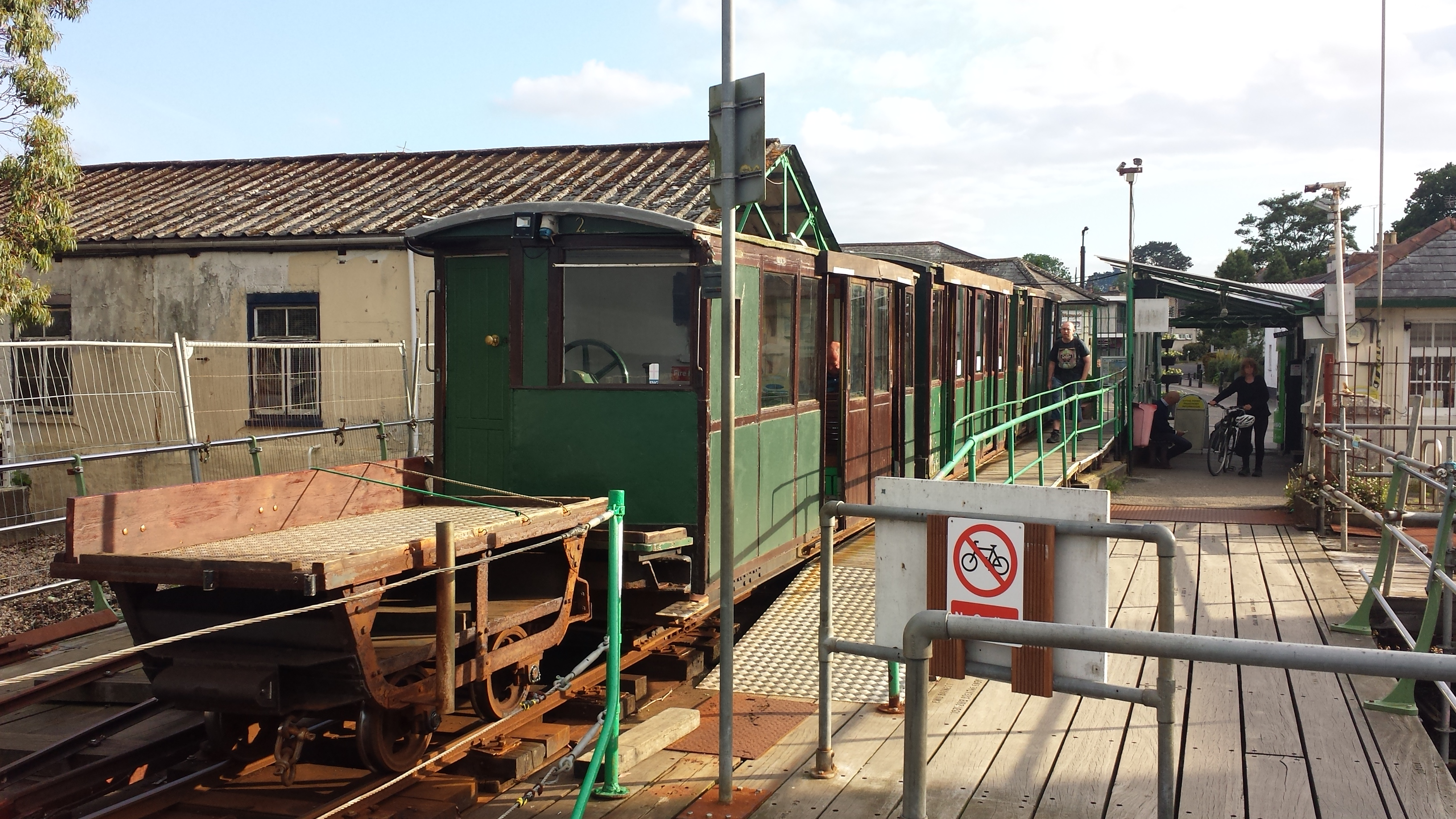
Der Piertrain

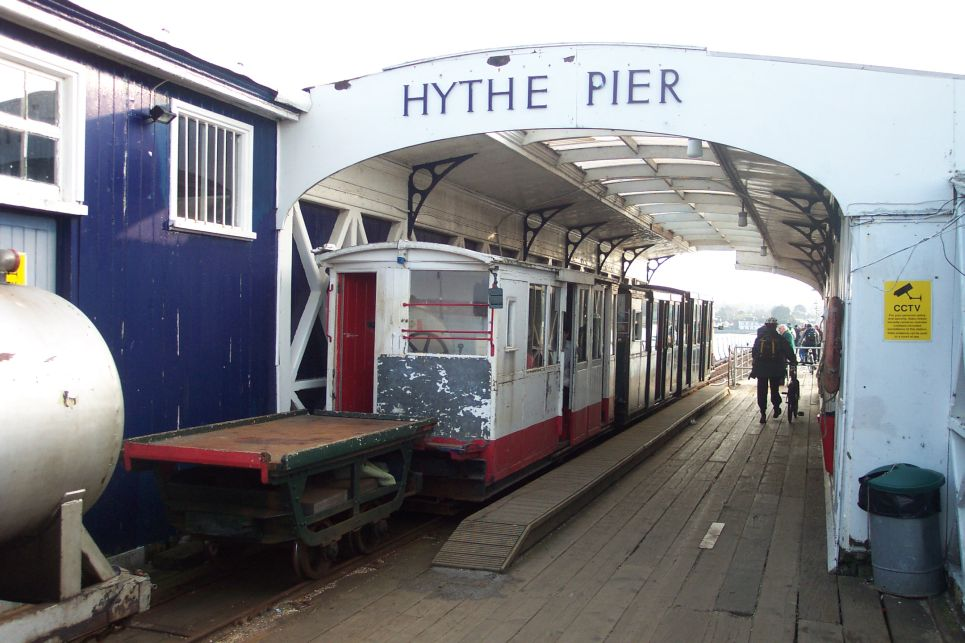
Endstation am Pierende

Die Hythe Pier Railway in Hythe in der Grafschaft Hampshire in England ist die älteste Pier-Eisenbahn der Welt. Sie bedient die Fährlinie von Hythe, die am Ende der Seebrücke am Ebbe-Punkt beginnt und nach Southampton Town Quay führt.

## Geschichte
Ein Gesetz von 1878 sah den Bau einer Pier mit einer Bahnstrecke entlang dieses Piers vor. Die 1874 gegründete Hythe Pier and Hythe and Southampton Ferry Company Ltd begann 1879 mit dem Bau der 2100 Fuß (640 m) langen Pier. Diese wurde von James Wright entworfen und von der Firma Berghiem aus London gebaut. Die offizielle Eröffnungszeremonie fand am 1. Januar 1881 statt und wurde vom Bürgermeister von Southampton durchgeführt.
In den 1890er Jahren wurden am Ende der Seebrücke zwei holzverkleideten Warteräume mit Toiletten errichtet. Die Anlegestelle der Fähre befand sich am östlichen Ende auf einer niedrigeren Ebene. 1894 konnte der Hythe Sailing Club im bestehenden Gebäude auf der Landseite der Pier ein Clubhaus einrichten, das nach Norden erweitert wurde, um einen Warteraum für Fährbenutzer zu schaffen. 1896 wurde die Pier komplett neu beplankt.
Die ursprünglichen Pläne für die Seebrücke aus den 1870er Jahren hatten den Betrieb einer Eisenbahn entlang der Mitte des Piers vorgesehen, diese Pläne wurden im endgültigen Entwurf nicht weitergeführt. 1909 wurden Gleise für den Betrieb eines handbetriebenen Gepäckwagens entlang der Westseite der Pfeiler angelegt. Die Gleise wurden bündig mit dem Pierbelag verlegt.
1922 wurde die heute elektrifizierte Bahnstrecke auf der Südseite gebaut. Das Schmalspur-Gleis hat eine Breite von 610 mm (2 Fuß). Eine dritte Schiene auf der Seeseite versorgt die Lokomotiven mit 250 V Gleichspannung. Die Strecke besteht aus einer einzigen Spur ohne  Kreuzungsmöglichkeit und hat zwei nicht elektrifizierte Abstellgleise am landseitigen Ende. Eines der Abstellgleise führt in die Werkstatt. An beiden Enden der Strecke gibt es Haltestellen, die mit niedrigen Holzbahnsteigen ausgestattet sind. Die Pierkopfstation ist vollständig überdacht, während die landseitige Station einen Fahrkartenschalter und einen Warteunterstand hat.

## Betrieb
Für den Betrieb sind zwei zweiachsige Elektrolokomotiven vorhanden, die 1917 von Brush Traction mit den Werksnummern 16302 und 16307 gebaut wurden (bezeichnet als 1 und 2). Diese waren ursprünglich batteriebetrieben und wurden während des Ersten Weltkrieges in der Senfgasfabrik Mustard Gas Factory at Merebank in Avonmouth verwendet. Sie wurden nach dem Krieg nach Hythe gebracht, wo sie mit einem Stromabnehmer ausgerüstet wurden. Ihre Batterien wurden entfernt. Es gab noch eine dritte Lokomotive, die als Ersatz diente und 1935 verschrottet wurde. Von ihr ist der Elektromotor mit der Seriennummer „16304“ erhalten.
Der Strom wurde ursprünglich von einem eigens errichteten Kraftwerk am Uferende der Pier erzeugt. Heute erfolgt die Versorgung aus dem Landesnetz mit dreiphasiger Wechselspannung von 415 Volt. Diese wird in der Bahnwerkstatt gleichgerichtet, auf 250 V Gleichspannung transformiert und der Stromschiene zugeführt. Diese Spannung wird durch Vorwiderstände an den Lokomotiven wieder auf 100 V reduziert, da diese mit den originalen Motoren aus der Anfangszeit betrieben werden.
Es sind vier Drehgestell-Personenwagen vorhanden, von denen zwei an ihren seewärtigen Enden einen Führerstand haben. Diese Wagen bieten Platz für je 20 Fahrgäste, haben elektrische Beleuchtung und Schiebetüren nur auf einer Seite.
Im Normalbetrieb besteht der Zug aus einer Lokomotive, drei Personenwagen und einem zweiachsigen Flachwagen für Gepäck. Die Lokomotive befindet sich immer am landseitigen Ende, und der seeseitige Reisezugwagen muss einen Führerstand haben. Ferner ist ein zweiachsiger Kesselwagen vorhanden, der verwendet wird, um Kraftstoff zu den Hythe-Fähren zu transportieren. Der Flachwagen wird vor dem Steuerwagen angekuppelt. Der Kesselwagen mit einem Fassungsvermögen von 1500 Liter besitzt nur auf der Uferseite eine Kupplung und wird nur bei Bedarf an den Molenkopf geschoben.

## Erwähnenswertes
Die Hythe Pier Railway ist die älteste Pierlinie Großbritanniens, die seit ihrer Gründung ununterbrochen in Betrieb war und als solche im Guinness-Buch der Rekorde aufgeführt ist.